# Люди в чорному (мультсеріал)
Люди в чорному (англ. Men in Black: The Series) — американський мультсеріал, для дорослих, створений на основі фільму Люди в чорному, складаючись з чотирьох сезонів, в США транслювався з 1997, по 2001, рік. В Україні транслювався на каналі ICTV. Назва кожної серії в мультсерілі містить слово "синдром".

## Сюжет
Як і у фільмі усі події відбуваються в Нью-Йорку, двоє агентів секретної організації Люди в чорному, агент Кей, і агент Джей яка займається наглядом за іншопланетними цивілізаціями, які проживають на землі, та запобігають засобів щоб щось пішло не так, наприклад, невідомого вторгнення, або диверсій, на землю, з боку  іншопланетних цивілізацій. У фільмі і у мультсеріалі земляни стикалися, багато разів з іншопланетянами, але зазнавали, тим, що люди в чорному стерали їм, пам'ять, і нічого підозрілого не пам'ятали, і про таємну організацію люди в чорному земляни нічого не знають.

## Персонажі
- Агент Кей (Кевін Браун) — провідний агент, та засновник секретної організації люди в чорному, працює в організації більше 40 років, по харктеру спокійний, дуже спокійний, майже, скупий на емоції, володіє не звичайним почуттям гумору, добре орієнтується в своїй роботі що це показує великий стаж роботи в лвч. Саме Кей перший зустрівся з іншопланетною цивілізацією, коли був підлітком, при його зустрічі була і заснована організація люди в чорному.
- Агент Джей (Джеймс Даррел Едвардс) — афроамериканець, колишній поліцейський, напарник Кея. По характеру енергійний, володіє хорошим почуттям гумору. Новачок в таємній організації, не так вправно вміє працювати, як агент Кей але швидко, вчиться, новій справі.
- Агент Ел (Лорел Вівер) — колишня працівниця моргу, вона вступила до організації після того як Джей і Кей, вступили в схавтку з іншопланетним жуком на імя Едгар, Ел допомогла їм у цьому, і була прийнята до таємної організації, на посаду до медичної лабораторії, після цього була переведена і задіяна до повної роботи лвч, крім роботи в лабораторії.
- Начальник Зед — Керівник організації з дня її заснування, начальник Кея і Джея. Зазвичай його показано у своєму кабінеті, який знаходиться високо над головним поверхом штабу організації.
- Джек Джибс — іншопланетянин-гуманоїд, має власний ломбард, в якому продається товар, як для людей так і для інопланетян. Голову Джибса завжди підривають, або пошкоджують, але він має властивість її відрощувати.
- Френк Мопс — собака інопланетянин, вміє розмовляти людською мовою, живе в Нью-Йорку, місце його проживання це газетний кіоск, людина яка працює в газетному кіоску не є людина а робот.
- Балтійці — високо-технологічна раса іншопланетян з якими в перше встановили контакт організація люди в чорному в день заснування організації. На вигляд балтійці високі, і стрункі, з видовженим обличчям гуманоїди, які відносяться до раси сірих іншопланетян, тому що у них сіра шкіра. Балтійці повертаються на землю кожні 10 років, щоб забеспечити, штаб лвч своїми високими технологіями.
- Близнюки Ідікіукуп і Боп — пара інопланетян близнюків, вони служать вченими в штабі лвч, працюючи з дуже високим надходженням інформації, і багато на опрацювання інформації.

## Нагороди
В 1999, році мультсеріал Люди в чорному, були висунуті на Kids Choice Awards в номінації Улюблений мультфільм. Мультсеріал тричі висувався на Денну премію «Еммі», в 1999 році (найкращий монтаж звуку), і 2000 (найкраща інформація звуку) 2000 роках, але перемогу отримав лише в 2002, році в номінації Найкращий монтаж звуку. Також мультсеріал тричі номінувався на премію Motion Picture Sound Editors.